# بالبرده د لگانس
بالبرده د لگانس (به اسپانیایی: Valverde de Leganés) یک شهرستان در اسپانیا است که در استان باداخس واقع شده‌است.